# أفغانستان في الألعاب الأولمبية الصيفية 2012
شاركت أفغانستان في الألعاب الأولمبية الصيفية 2012 في لندن، المملكة المتحدة في الفترة بين 27 يوليو وحتى 12 أغسطس. مثلّها 6 رياضيّون في 4 رياضات مختلفة. استطاع روح الله نيكبا، صاحب أول ميدالية أولمبية أفغانية في أولمبياد 2008، إنجازه بإحرازه للميدالية البرونزية في منافسات التايكوندو فئة 68 كجم رجال.

## الميداليات
| الميدالية | الاسم          | الرياضة    | المنافسة    | التاريخ |
| --------- | -------------- | ---------- | ----------- | ------- |
| برونزية   | روح الله نيكبا | التايكوندو | 68 كجم رجال | 9 أغسطس |

## ألعاب القوى
رجال
| الرياضيّ     | المنافسة | التمهيدي | التمهيدي | ربع النهائي | ربع النهائي | قبل النهائي | قبل النهائي | النهائي  | النهائي  |
| الرياضيّ     | المنافسة | النتيجة  | الترتيب  | النتيجة     | الترتيب     | النتيجة     | الترتيب     | النتيجة  | الترتيب  |
| ----------- | -------- | -------- | -------- | ----------- | ----------- | ----------- | ----------- | -------- | -------- |
| مسعود عزيزي | 100 م    | 11.19    | 6        | لم يتأهل    | لم يتأهل    | لم يتأهل    | لم يتأهل    | لم يتأهل | لم يتأهل |

سيدات
| الرياضيّ          | المنافسة | التمهيدي | التمهيدي | ربع النهائي | ربع النهائي | قبل النهائي | قبل النهائي | النهائي  | النهائي  |
| الرياضيّ          | المنافسة | النتيجة  | الترتيب  | النتيجة     | الترتيب     | النتيجة     | الترتيب     | النتيجة  | الترتيب  |
| ---------------- | -------- | -------- | -------- | ----------- | ----------- | ----------- | ----------- | -------- | -------- |
| تهمينا كوهيستاني | 100 م    | 14.42    | 9        | لم يتأهل    | لم يتأهل    | لم يتأهل    | لم يتأهل    | لم يتأهل | لم يتأهل |

## الملاكمة
رجال
| الرياضيّ   | المنافسة    | دور الـ32                | دور الـ16       | ربع النهائي     | قبل النهائي     | النهائي         | النهائي  |
| الرياضيّ   | المنافسة    | المنافس النتيجة          | المنافس النتيجة | المنافس النتيجة | المنافس النتيجة | المنافس النتيجة | الترتيب  |
| --------- | ----------- | ------------------------ | --------------- | --------------- | --------------- | --------------- | -------- |
| أجمل فيصل | وزن الذبابة | قبالي (فرنسا) · خسر 9–22 | لم يتأهل        | لم يتأهل        | لم يتأهل        | لم يتأهل        | لم يتأهل |